# Заречный (Новопокровский район)
Заречный — посёлок в Новопокровском районе Краснодарского края.
Входит в состав Покровского сельского поселения.

## География

### Улицы
| - ул. Заречная, - ул. Зелёная, | - ул. Новая, - ул. Студенческая, - ул. Широкая, - ул. Шоссейная. |

## Население
| 2002 | 2010 |
| ---- | ---- |
| 272  | ↘213 |